# آذربایجانی‌ستیزی در ارمنستان
آذربایجانی‌ستیزی یا احساسات ضد ‌آذربایجانی در ارمنستان به احساساتی گفته می‌شود که به اختلافات در مورد مالکیت مناطق مناقشه برانگیز قره‌باغ مربوط است. شاید این اختلافات نتیجه نسل‌کشی ارمنی‌ها توسط امپراتوری عثمانی است. ارمنی‌ستیزی توسط جمهوری آذربایجان و تاکید بر اختلافات بین دو کشور اروپایی و اوراسیایی این مناقشات را ایجاد کرده‌‌ است.

## تاریخچه
ملی‌گرایان ارمنی از ارائهٔ یک راه‌ حل رضایت‌بخش در منطقهٔ قره‌باغ امتناع می‌کنند و با این اقدام احساسات افراطی و ضد‌ آذربایجانی را ریشه‌‌دارتر ساخته و تثبیت می‌کنند.  تمایز قومی و زبانی ملی‌گرایی ارمنی در اواخر قرن ۱۹، سبب گسترش احساس بی‌اعتمادی، سوءظن و دشمنی نسبت به آذربایجانی‌ها را در قفقاز شد. برخوردهای مشابه در ایروان اتفاق افتاده‌ است که در آن آذربایجانی‌ها توسط ارامنه مسلح به قتل رسیدند. در ماه اوت ۱۹۰۵، بیانیه ملی ارمنی، که برای اخراج مردم ترک از مکانی که «مکان مقدس ارمنستان» نامیده می‌شد، چند صد‌نفر از آذربایجانی‌ها را در شهر شوشی به قتل رساندند. پس از مداخلهٔ بریتانیا در آذربایجان برای جلوگیری از تصاحب کامل ارمنی‌ها در قره‌باغ در سال ۱۹۱۹، بریتانیا فرماندار کل آذربایجان، خسرو بیگ سلطانوف را به عنوان فرماندار قره‌باغ کوهستانی جهت آتش‌بس برگزید؛ که به پیشنهاد آتش‌بس سلطانوف توجهی نشد و بسیاری از مناطق ارضی آذربایجان توسط ارمنی‌ها پس داده نشد.
پس از سقوط شهر خواجه‌لی در طی جنگ قره‌باغ، کشتار غیر‌نظامیان آذربایجانی در این شهر توسط ارتش ارمنستان به همراهی نیروهای ۳۶۶ ارتش روسیه در ۲۵ و ۲۶ فوریهٔ سال ۱۹۹۲ اتفاق افتاد. بر اساس آمارهای موجود از جمله آمار سازمان دیده‌بان حقوق بشر در این کشتار، ۱۶۱+ یا ۲۰۰+ جان خود را از دست دادند
در ۱۹۸۷ میلادی، اخراج ۳۰۰٬۰۰۰ نفر از آذربایجانی‌ها از ارمنستان آغاز شد. در آغاز سال ۱۹۸۸ امواج پناهندگان برای نخستین‌بار از ارمنستان به باکو آغاز شد و در سال ۱۹۸۸، آذربایجانی‌ها (حدود ۱۶۷٬۰۰۰ نفر) از جمهوری شوروی سوسیالیستی ارمنستان اخراج شدند. سال ۱۹۹۳، بالاترین موج مهاجرت آوارگان داخلی آذربایجان، هنگامی که نیروهای ارمنی فراتر از مرزهای قره‌باغ کوهستانی را اشغال کرده‌ بوند رخ داد. ارمنی‌های قره‌باغ در نهایت موفق به از میان بردن آذربایجانی‌های قره‌باغ کوهستانی شدند.

## تخریب مساجد و اسلام‌ستیزی در ارمنستان

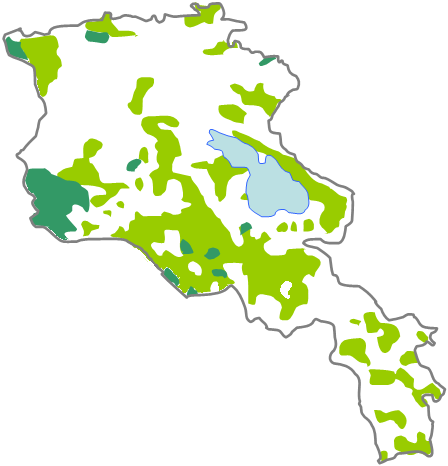
پراکندگی مسلمانان در قلمرو ارمنستان در سال‌های ۱۸۸۶ تا۱۸۹۰؛ سبز روشن: شیعه، سبز تیره: سنی.

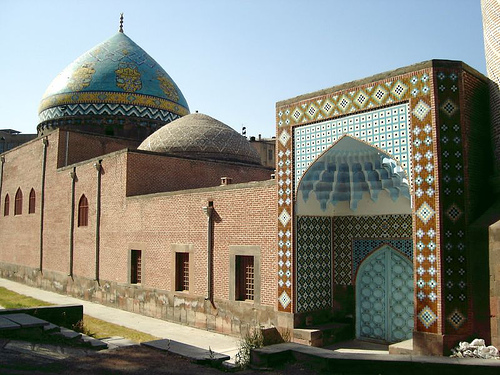
مسجد کبود ایروان که در اواخر دههٔ ۷۰ خورشیدی توسط سازمان تبلیغات اسلامی ایران مرمت گردید.

دانشنامه افرون و بروک‌هاوس در قرن بیستم، جمعیت ایروان را بیش از ۲۹٬۰۰۰ اعلام کرده بود از این تعداد ۴۹٪ تاتارها و آذربایجانی‌ها، ۴۸٪ ارامنه و ۲٪ روس‌ها بودند. ایوان چوپین و ادارهٔ مسلمانان قفقاز تعداد مساجد در این کشور را در قرن نوزدهم ۸ مورد اعلام کرده‌بود. با این حال با توجه به آمار ۱۸۶۹ که توسط استانداری ایروان اعلام شده‌ بود، تعداد مجموع مساجد شصت مورد وجود داشته‌است.
دانشنامه افرون و بروک‌هاوس هفت مسجد از شیعیان را در قرن بیستم در ایروان اعلام کرده‌ بود که تنها مسجد کبود ایروان باقی مانده‌است. در سال ۱۹۹۰ یک مسجد در ایروان با بولدوزر نابود شد.
باستان‌شناس فیلیپ کول، در یادداشت «کمبود بقایای بازماندهٔ اسلامی در ارمنستان، از جمله ایروان» با استناد به اطلاعات جمعیت مسلمانان ارمنستان پیش از فتح روسیه، گفته‌است: 
مهم نیست که منابع ارمنستان چه جمعیتی را اعلام می‌کنند؛ فقدان موارد بسیاری از اماکن مقدس مسلمانان و جمعیت مسلمانان غیرقابل انکار است و پذیرفتنی نیست...

## دفاعیات ارمنستان
ارمنی‌ها جنگ‌های قره‌باغ را علت گسترش این آذربایجانی ستیزی می‌دانند. حساس‌ترین موضوع برای آن‌ها وضعیت ۱۲۰هزار ارمنی محلی در قره‌باغ است که ارمنستان می‌گوید حقوق و امنیت آن‌ها باید تضمین شود. نخست وزیر ارمنستان نیکول پاشینیان اعلام کرده بود: 
ارمنستان حاکمیت و تمامیت ارضی آذربایجان را به رسمیت می‌شناسد؛ اما باکو می‌گوید که از حسن نیت این ادعا مطمئن نیست و ارمنستان را به دامن زدن به جدایی‌طلبی متهم می‌کند.
در اواخر جنگ دوم قره‌باغ، روسیه که با ارمنستان معاهدات دفاعی دارد و در عین‌حال با آذربایجان نیز روابط خوبی دارد، شروع به مذاکره با طرفین برای آتش‌بس کرد. در پایان آتش‌بس، ۱۹۶۰ نیروی حافظ صلح روسی، برای محافظت از خطوط حیاتی منطقه به ارمنستان، یعنی جاده‌ای که از طریق «گذرگاه لاچین» می‌گذرد و نیروهای ارمنی دیگر کنترلی بر آن نداشتند، اعزام شدند. پس از آن این منطقه آرام شد.

### تنش‌زایی دوباره آذربایجان
در دسامبر ۲۰۲۲، غیرنظامیان آذربایجانی که خود را «فعال محیط زیست» معرفی می‌کردند، شروع به مسدود کردن گذرگاه لاچین کردند و در آوریل ۲۰۲۳، آذربایجان یک ایست بازرسی رسمی ایجاد کرد و گفت در حال جلوگیری از قاچاق اسلحه است! با این کار ارتباط مردمی و کالایی بین ارمنستان و قره‌باغ تا حد زیادی قطع شد. ایالات متحده از این "وضعیت بشردوستانه به سرعت رو به وخامت" ابراز تاسف کرد.
ارمنستان شدیدا اعتراض کرده‌است که حمله روسیه به اوکراین، حواس روسیه را از آنچه که خود مسکو وجودش را "نقشی به‌عنوان ضامن امنیت در قفقاز جنوبی" معرفی می‌کند منحرف کرده‌است. 

### تنش‌زایی های روسیه
درحالی که روسیه به ظاهر حافظ صلح بین این دو کشور است، اما در واقعیت، بی‌پرده در آتش این نفرت پراکنی‌ها می‌دمد. در اوایل سال ۲۰۲۲، گزارش شد که "کمپین های ضد‌ آذربایجانی" در فضای روسیه به طور گسترده فعالیت می‌کنند و عاملی برای تشدید این اختلافات هستند.